# Perouchtitsa
Perouchtitsa (en bulgare: Перущица [ˈpɛruʃtit͡sɐ]) est une ville de Bulgarie, située dans la province de Plovdiv, à 22 km au sud de Plovdiv et au pied des Rhodopes.

## Histoire
A seulement 2 km de la ville se trouve l'Église rouge.

## Géographie
La ville de Perouchtitsa est la seule localité de l'obchtina de Perouchtitsa.